# Mňága – Happy End
Mnága - Happy End – czeska komedia muzyczna w konwencji mockumentary z 1996 roku w reżyserii i ze scenariuszem Petra Zelenki, dla którego był to debiut kinowy.

## Fabuła
Obraz nakręcony został w konwencji filmu dokumentalnego, poświęconego historii znanego czeskiego zespołu rockowego Mňága a Žďorp. O kulisach jego powstania opowiadają muzycy, a także krytycy muzyczni, producenci i inne znane postacie czeskiej branży muzycznej.
Film został skonstruowany tak, aby do samego końca widz nie wiedział, co z jego treści jest prawdą, a co fikcją. W rzeczywistości fikcją jest ogromna większość fabuły, łącznie z częścią wypowiadających się postaci. Autentyczny jest natomiast sam zespół (choć powstał w zupełnie innych okolicznościach niż przedstawia to film), jego występujący w filmie muzycy oraz wykorzystane piosenki

## Główne role
- Petr Fiala - Ananas
- Martin Knor - Gruszka
- Karel Mikus - Cytryna
- Lukáš Filip - Jabłko
- Petr Nekuža - Banan
- Radek Koutný - Śliwka
- Christopher Clarke - John Heather
- Richard Toth - Richard I. Brown